# Sinh vật bí ẩn

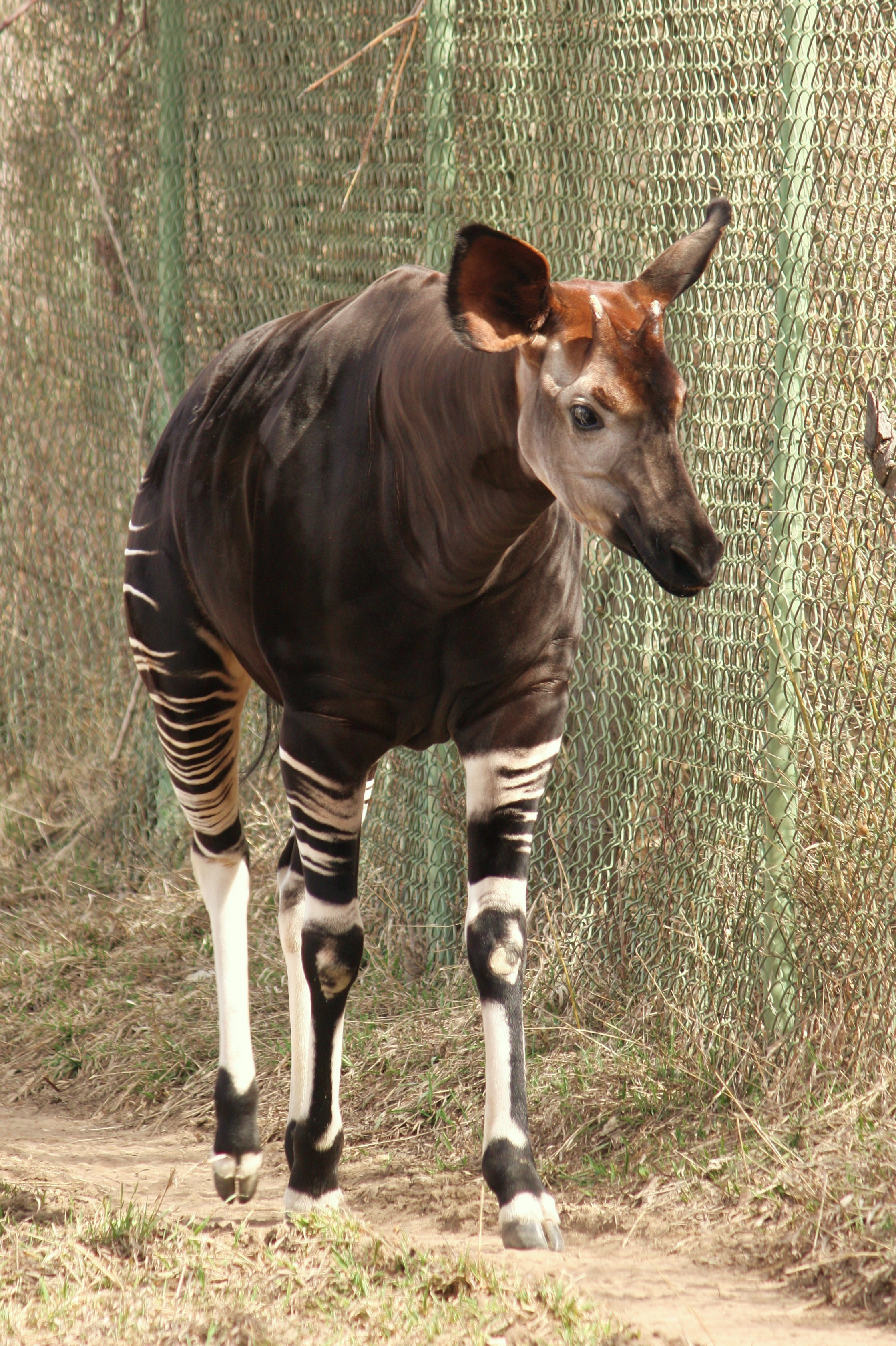
Hươu đùi vằn trong một thời gian dài được cho là sinh vật kỳ bí, sau này đã được khám phá

Sinh vật bí ẩn hay sinh vật kỳ bí (tiếng Anh: cryptid bắt nguồn từ tiếng Hy Lạp: κρύπτω/krypto có nghĩa là "bí ẩn") là một sinh vật hay thực vật mà sự tồn tại của chúng đã được nhắc đến nhưng chưa được phát hiện hoặc ghi nhận bởi cộng đồng khoa học. Sinh vật kỳ bí thường xuất hiện trong văn hóa dân gian và thần thoại, dẫn đến câu chuyện và niềm tin vô căn cứ về sự tồn tại của chúng.
Nhiều loài động vật bị coi là đã tuyệt chủng hoặc dấu vết không rõ ràng song vẫn tồn tại dai dẳng trong nhiều nền văn hóa khác nhau. Những ví dụ điển hình bao gồm Người tuyết Yeti ở Hy Mã Lạp Sơn, Quái vật hồ Loch Ness ở Scotland, Chân to (Bigfoot) ở Bắc Mỹ và Quỷ hút máu dê (Chupacabra) ở Mỹ Latinh, Dã nhân Yowie,... Thuật ngữ này được đặt ra bởi John E. Wall trong một bức thư năm 1983 gửi đến Hiệp hội Quốc tế về động vật bí ẩn học (International Society of Cryptozoology), ông ta dùng thuật ngữ Cryptozoology với tiền tố "crypt-" là tiếng Hy Lạp có nghĩa là "ẩn" hoặc "bí mật".

## Tổng quan
"Cryptid" cũng đã được áp dụng với động vật mà sự tồn tại được chấp nhận bởi cộng đồng khoa học chẳng hạn như cá vây tay, một khi được cho là đã tuyệt chủng, và Okapi - Kỳ lân châu Phi, tại một thời điểm được cho là hoàn toàn hư cấu nhưng sự thật là nó có tồn tại. Sinh vật huyền thoại như kỳ lân và rồng đôi khi được mô tả như những sinh vật kỳ bí. Những người hoài nghi cho rằng bằng chứng về sự tồn tại của cryptids thường giới hạn bằng chứng hoặc các hình thức khác của chứng cứ không đủ để chịu được giám sát khoa học bình thường của cộng đồng động vật nói chung. Những người ủng hộ thì lại đồng ý rằng nhiều bằng chứng cryptozoological là yếu thế. Một số bằng chứng được đưa ra cho rằng cryptids như trò lừa đảo có chủ ý (ví dụ: Ảnh của quái vật hồ Loch Ness đã được xử lý).

## Nguồn gốc

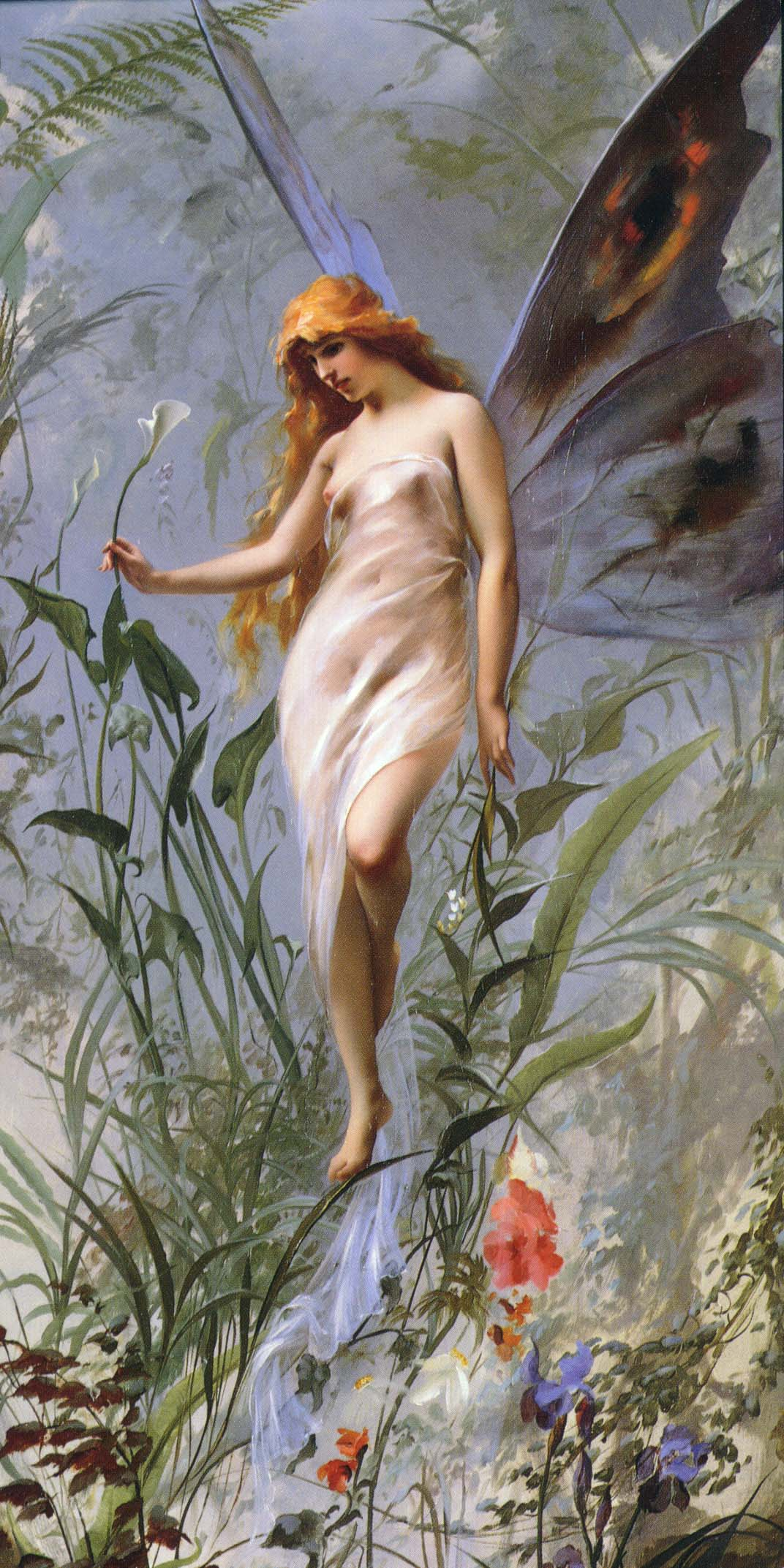
Tiên bướm - một trong những sinh vật kỳ dị trong văn hóa dân gian

### Dạng người

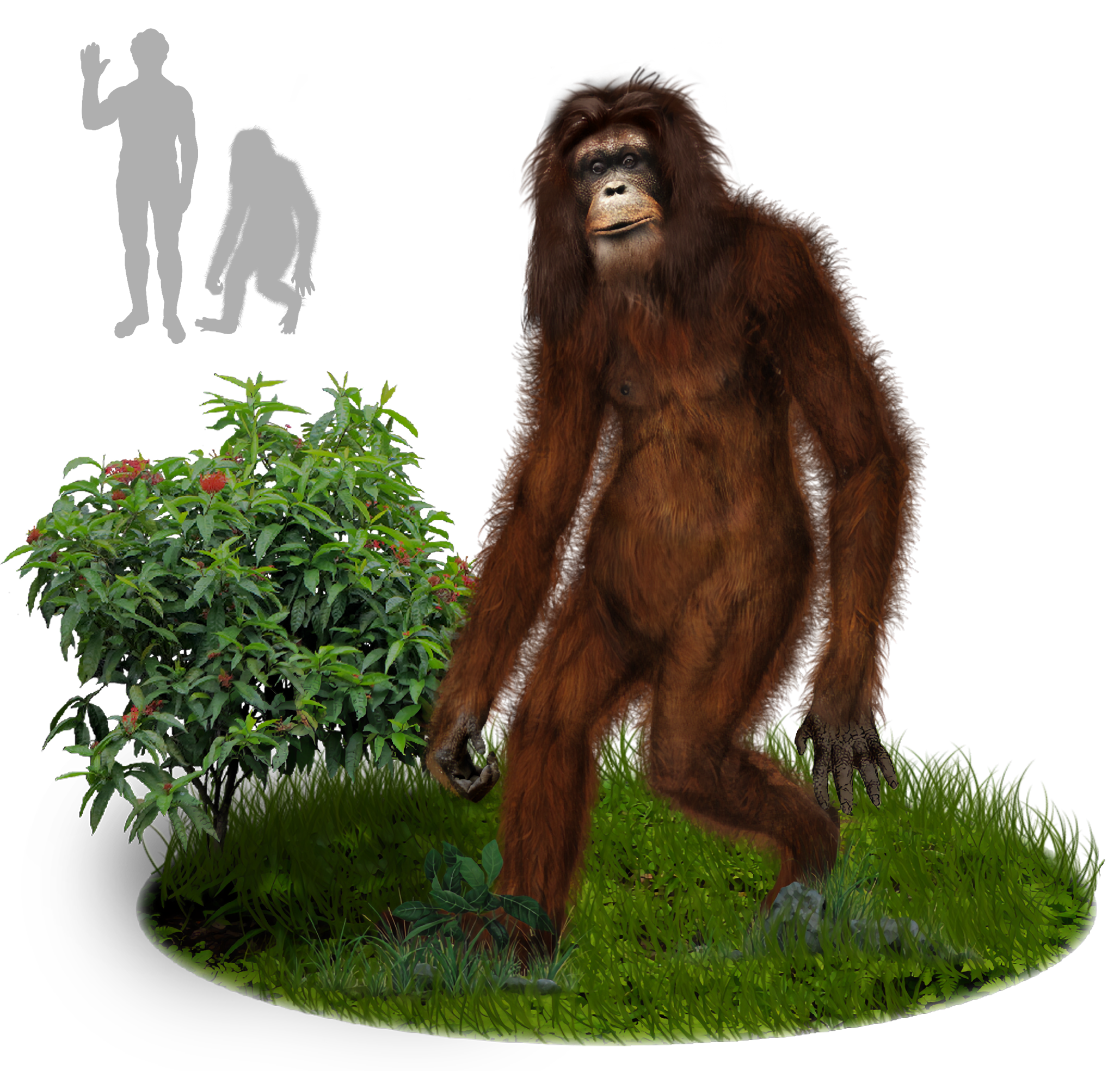
Orang Pendek